# هذیان
هذیان (به انگلیسی: delusion) از نشانه‌های جنون (روان‌پریشی) بوده به معنی اعتقاد غلط در مورد یک حقیقت خارجی است که با وجود دلایل موجه و شواهد آشکار علیه آن بر آن اصرار می‌شود و این عقیده برخلاف علاقهٔ رایج سایر اعضای فرهنگ شخص است. هذیان، عقیدهٔ کاذبِ عمیقاً تحکیم‌شده‌است که با هوش یا زمینهٔ فرهنگیِ درمان جو هماهنگ نیست. شایعترین انواع هذیان شامل هذیان‌های گزند و آسیب، مذهبی، بزرگ منشی، انتساب، و حسادت است. هذیان، با گفتار آشفته، واژه‌تراشی و توهم متفاوت می‌باشد.
برای کمک به بهبود هذیان تمرین‌هایی وجود دارد
که می‌توانند به افراد مبتلا به هذیان کمک کنند تا با آنها مقابله کنند. این تمرین‌ها می‌توانند به افراد کمک کنند تا باورهای هذیانی خود را زیر سوال ببرند و به واقعیت برگردانند.
در اینجا چند تمرین برای مقابله با هذیان آورده شده است:
- در مورد هذیان‌های خود با یک درمانگر یا متخصص بهداشت روان صحبت کنید. آنها می‌توانند به شما کمک کنند تا باورهای هذیانی خود را درک کنید و راه‌های سالم‌تری برای کنار آمدن با آنها پیدا کنید.
- به خودتان یادآوری کنید که هذیان‌ها واقعی نیستند. وقتی هذیانی را تجربه می‌کنید، به خودتان بگویید که این فقط یک باور غلط است و واقعیت را منعکس نمی‌کند.
- از شواهدی که با باورهای هذیانی شما مطابقت ندارد استفاده کنید. وقتی هذیانی را تجربه می‌کنید، به دنبال شواهدی باشید که با آن مطابقت ندارد. این می‌تواند به شما کمک کند تا باورهای هذیانی خود را زیر سوال ببرید.
- روی واقعیت تمرکز کنید. وقتی هذیانی را تجربه می‌کنید، روی واقعیت تمرکز کنید. به چیزهایی فکر کنید که می‌دانید واقعی هستند و می‌توانید آنها را ببینید، لمس کنید یا احساس کنید.
- از تکنیک‌های آرام‌سازی استفاده کنید. وقتی هذیانی را تجربه می‌کنید، از تکنیک‌های آرام‌سازی مانند تنفس عمیق یا مدیتیشن استفاده کنید. این می‌تواند به شما کمک کند تا احساس آرامش بیشتری داشته باشید و با هذیان‌ها مقابله کنید.